# Lycaste schilleriana
Lycaste schilleriana là một loài thực vật có hoa trong họ Lan. Loài này được Rchb.f. mô tả khoa học đầu tiên năm 1855.

## Hình ảnh

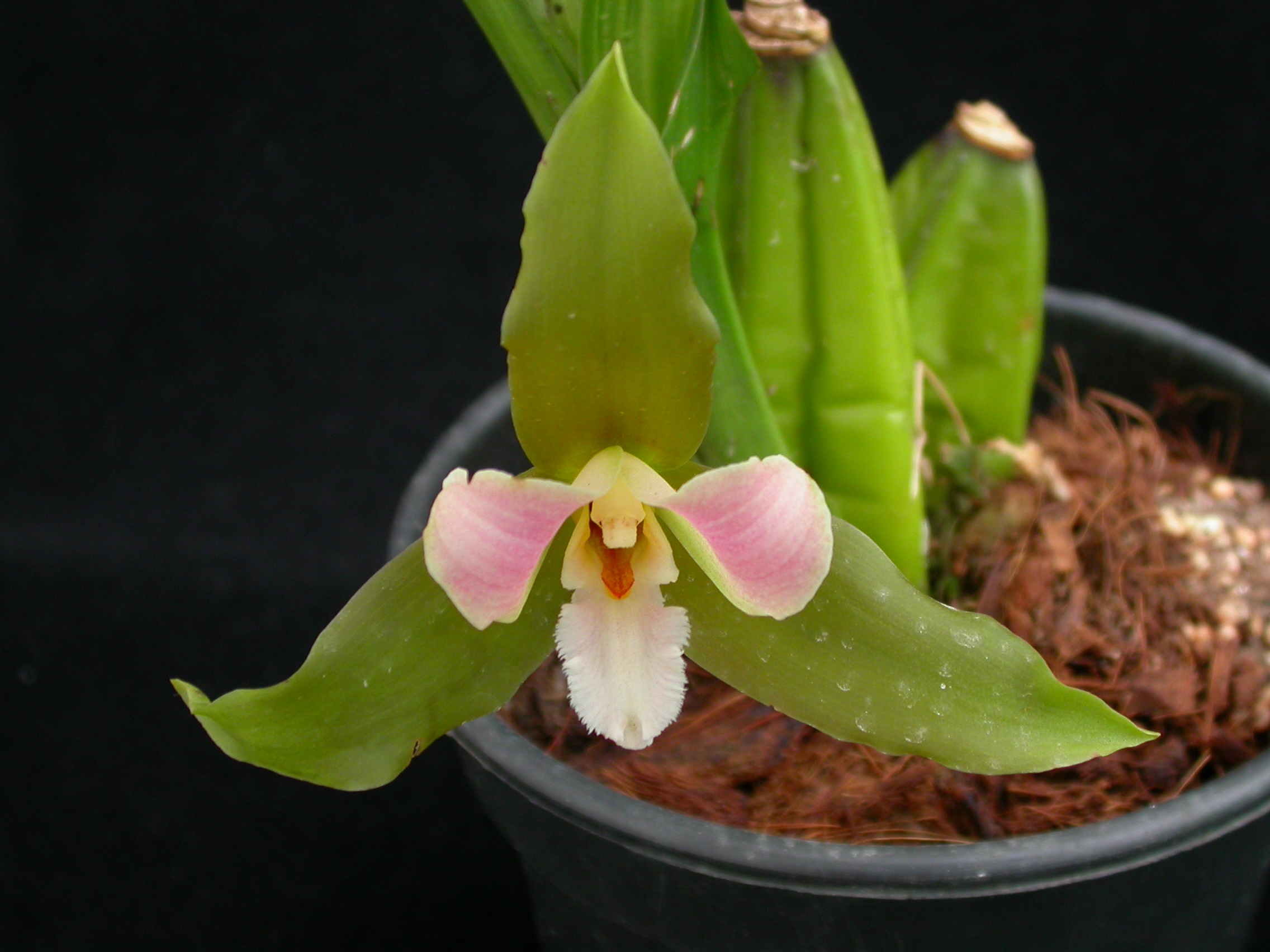
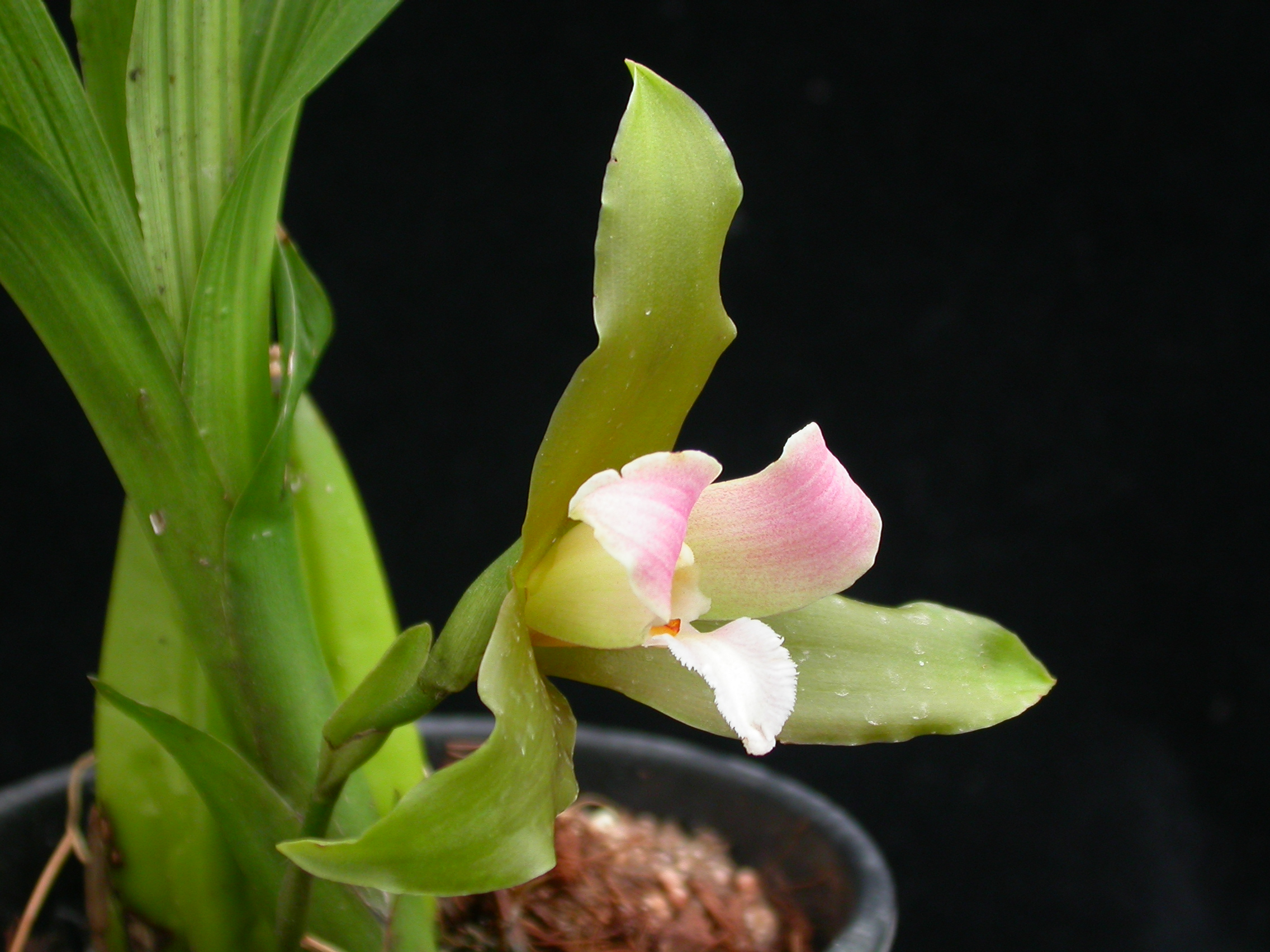
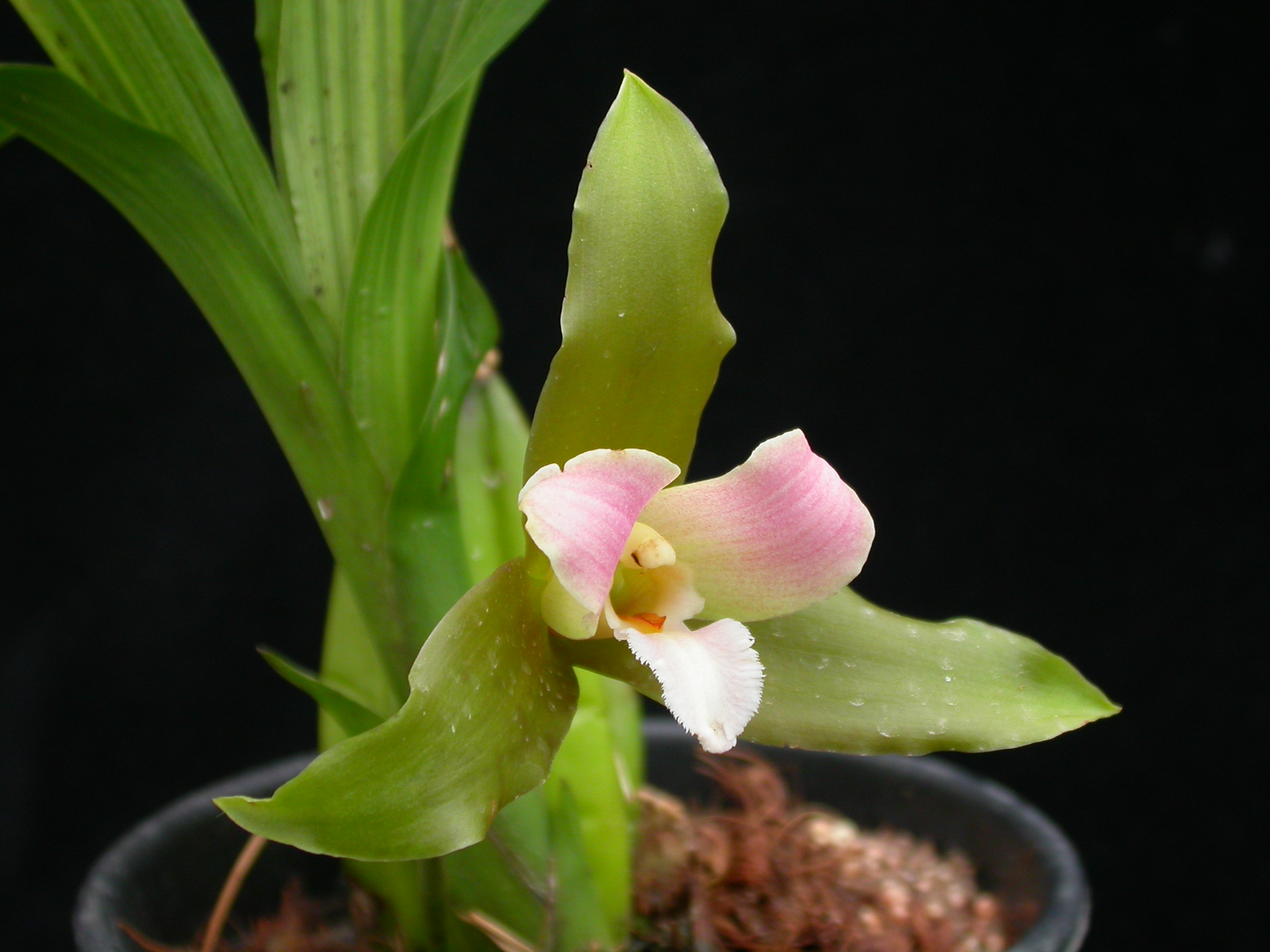
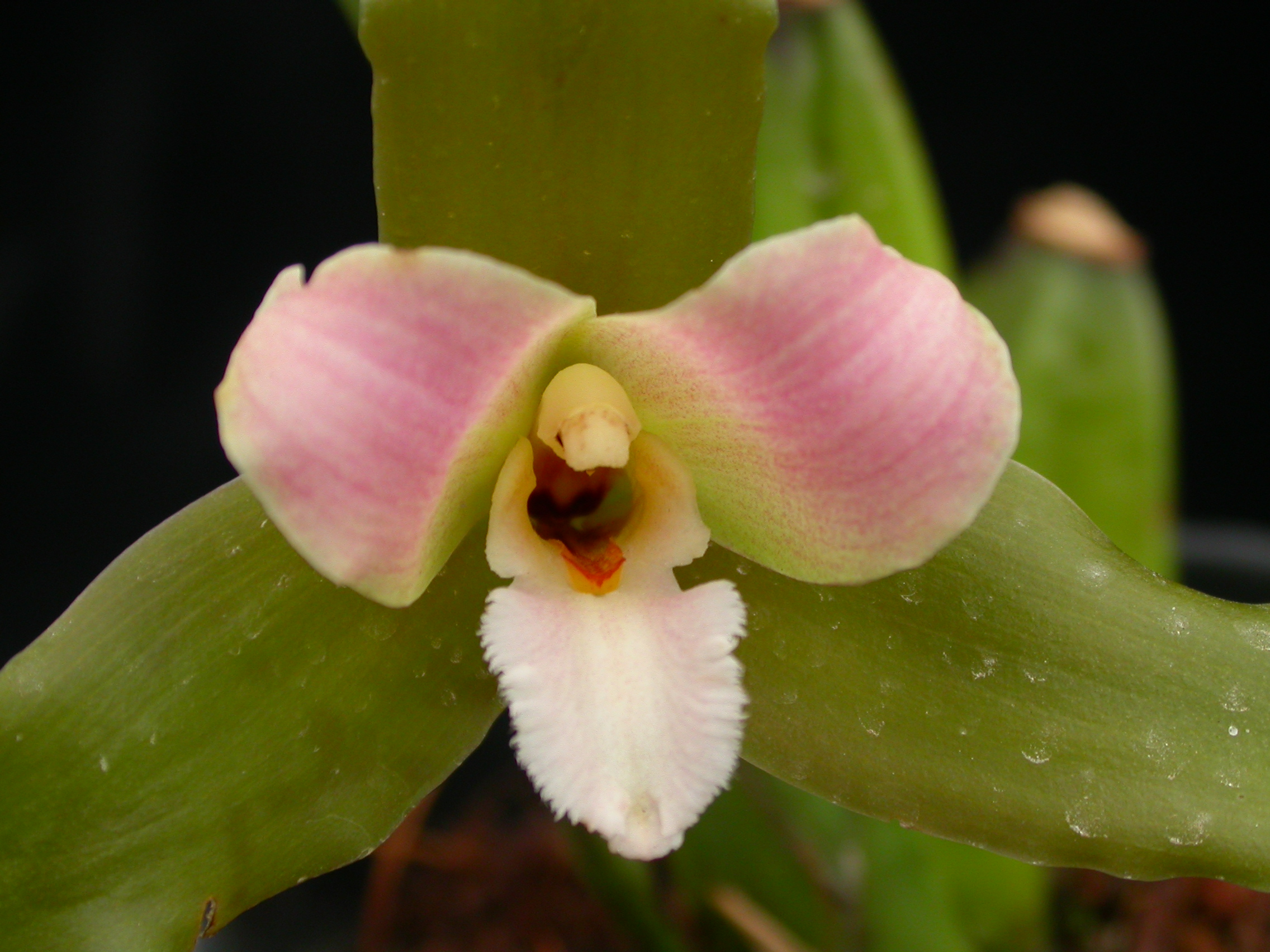